# Cyrtandra nitens
Cyrtandra nitens är en tvåhjärtbladig växtart som beskrevs av Charles Baron Clarke. Cyrtandra nitens ingår i släktet Cyrtandra och familjen Gesneriaceae. Inga underarter finns listade i Catalogue of Life.